# Леонтия (дочь Льва I)
Лео́нтия (лат. Leontia; 457 — после 479) — дочь императора Восточной Римской империи Льва I.

## Биография
Леонтия была дочерью Льва I и Верины и, в отличие от своей старшей сестры Ариадны, могла претендовать на титул porphyrogenita (то есть «рожденная в пурпуре»), так как она родилась в первый год царствования своего отца (457).
Лев I использовал своих дочерей для упрочения своего положения. Ариадна была выдана замуж за исаврийского военачальника Зенона, Леонтию планировалось отдать Юлию Патрикию, сыну могущественного полководца и военного магистра Аспара. Но духовенство и граждане Константинополя не желали её брака с арианином, так как её муж в перспективе мог бы стать императором после Льва. После объявления помолвки в Константинополе начались беспорядки (470), которые удалось остановить только после того, как Лев и Аспар пообещали, что Патрикий перейдет в православие до того как женится на Леонтии.
В 471 году Аспар и его сын Ардабур были убиты по приказу Льва, о судьбе Патрикия ничего не известно. После этого Леонтия была выдана замуж за Маркиана, сына императора Западной империи Антемия. Этот брак должен был соединить два правящих дома Востока и Запада. Но уже на следующий год Антемий был убит Рицимером, а в 474 году умер Лев и на трон взошёл Зенон. После этого Маркиан и Леонтия организовали заговор против Зенона, основанный на претензиях Леонтии на порфирогенность и, как следствие, её преимущества в наследовании перед сестрой. Выступление Маркиана произошло в 479 году и было подавлено. После этого Маркиан был заключен в Цезарее Каппадокийской, о дальнейшей судьбе Леонтии источники ничего не сообщают.